# Producent (økonomi)
 For alternative betydninger, se Producent. (Se også artikler, som begynder med Producent)
En producent er den ansvarlige for produktionen i en fremstillingsvirksomhed. Denne er defineret som en juridisk enhed, men kan udgøres af flere fysiske personer. Producentansvarlige i virksomheder, der har en postadresse i Danmark, er registrerede med et dansk CVR nummer i Det Centrale Virksomheds Register.
For brancher, der er underkastet særlige regler eller direktiver fra EU, kan der være skærpede krav til producenten, f.eks. om bortskaffelse af affald eller udledning af spildevand. F.eks. skal producenter indenfor elektronik og som bortskaffer biler til skrot registreres i DPA (Dansk producentansvar system) 